# Stanisław Skalski (lekarz)

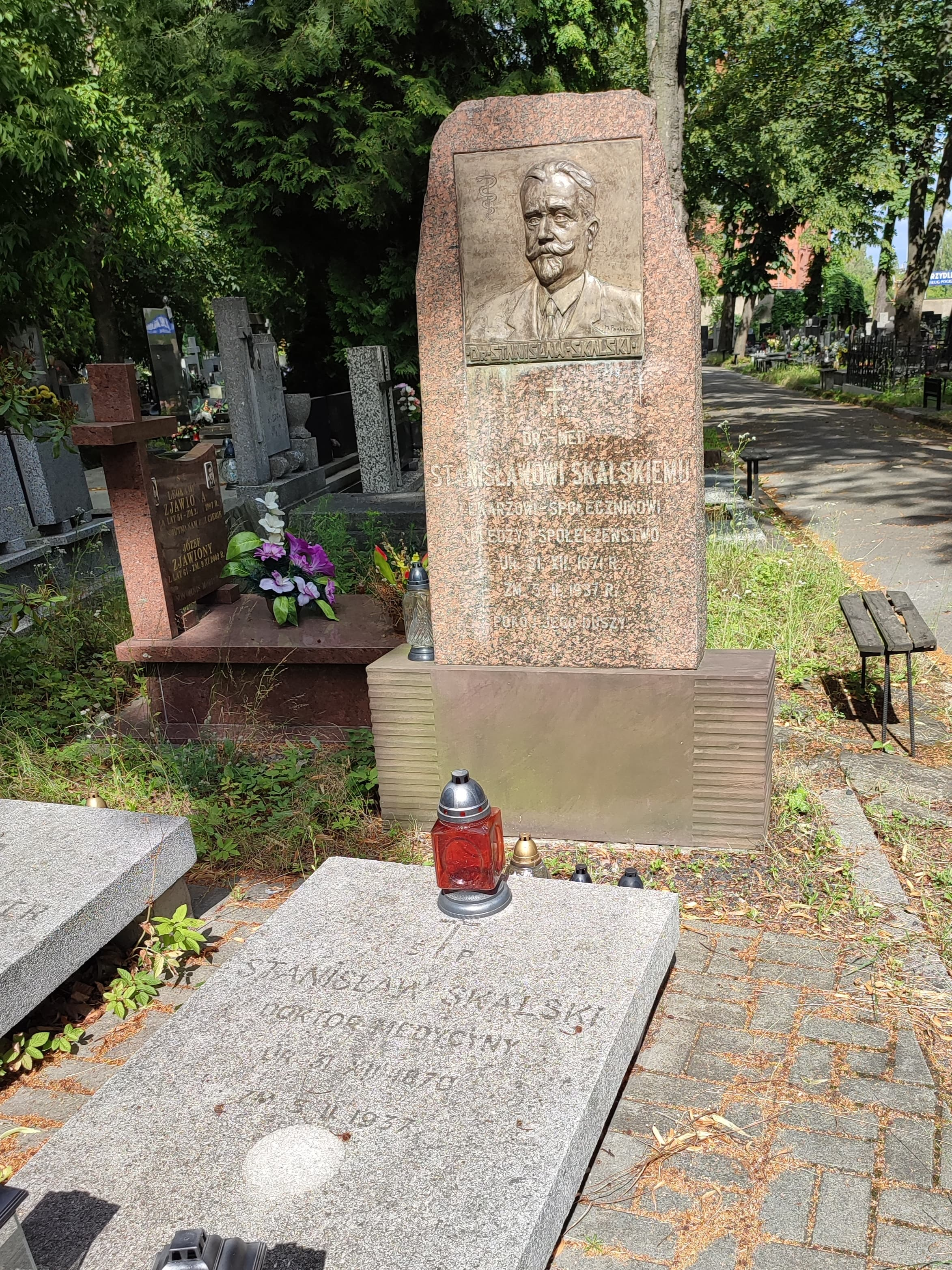
Nagrobek Stanisława Skalskiego na Starym Cmnentarzu w Łodzi

Stanisław Skalski (ur. 31 grudnia 1870 w Brójcach, zm. 5 lutego 1937 w Łodzi) – lekarz, działacz społeczny.

## Życiorys
Stanisław Skalski był synem Teofila Skalskiego (kapitana powstania styczniowego) i Lucyny z Rogozińskich. Ukończył szkołę średnią w Kielcach w 1891. W 1892 studiował na wydziale lekarskim Uniwersytetu Warszawskiego, a następnie Uniwersytetu Kijowskiego, gdzie był starostą Polskiej Organizacji Studentów. Po powrocie do Królestwa Kongresowego pracował w Piotrkowie Trybunalskim oraz Tuszynie i działał jako twórca kółek rolniczych i towarzystwa pożyczkowo-oszczędnościowego. Publikował wówczas artykuły nt. higieny m.in. na łamach piotrkowskiego „Tygodnia”. Był inicjatorem pomysłu reaktywacji OSP w Tuszynie, która rozpoczęła działalność w 1902.
W 1905 Skalski przeniósł się do Łodzi. Tam współtworzył Gimnazjum Polskie i działał w: tajnym Towarzystwie Krzewienia Oświaty, Towarzystwie Krajoznawczym, Towarzystwie Higienicznym, Polskiej Macierzy Szkolnej, Gnieździe Łódzkim Towarzystwa Opieki nad Dziećmi oraz tworzył Towarzystwo „Przyszłość” związane z wychowaniem w trzeźwości. Działał również na rzecz utworzenia Muzeum Miejskiego. Angażował się również w prace Komitetu Pomocy Zlokautowanym Robotnikom, którzy stracili pracę na skutek działań związanych z rewolucją 1905 roku.
W 1910 był współtwórcą Towarzystwa Miłośników Rozwoju Fizycznego w Widzewie, był członkiem jego komisji rewizyjnej. W 1911 w trakcie epidemii ospy przeprowadził na jej temat badania, szacując liczbę chorych na blisko 4 tys. W 1912 na posiedzeniu łódzkiego Towarzystwa Lekarskiego podjął inicjatywę związaną z przywróceniem rozporządzenia o bezpłatnych i przymusowych przeciwospowych szczepieniach niemowląt z 1811, zniesionym przez carat po 1863.
W okresie wybuchu I wojny światowej został internowany przez Niemców w Kleczkowie. Po powrocie do Łodzi angażował się w działanie Głównego Komitetu Obywatelskiego, zostając przewodniczącym Sekcji Sanitarno-Szpitalnej, gdzie działał do 1918. Był ponadto zaangażowany we współpracę z Inspekcją Fabryczną – działał na polu edukacji nt. higieny, apelował o zwiększenie liczby łóżek na szpitalnych oddziałach zakaźnych, powołanie lekarza sanitarnego oraz wznowienie rejestracji przyczyn zgonów, co miało wg niego przyczynić się do poprawy stanu zdrowotnego mieszkańców Łodzi. W 1914 uzyskał pozwolenie na przeprowadzenie pierwszych obowiązkowych szczepień przeciwko ospie prawdziwej w Łodzi. W 1918 został lekarzem powiatowym Okręgowego Urzędu Zdrowia oraz naczelnikiem Wydziału Zdrowia Urzędu Wojewódzkiego Łódzkiego. Od kwietnia 1918 był członkiem Rady Szkolnej Miejskiej (RSzM) – w grudniu 1919 został zastępcą jej przewodniczącego, a w styczniu 1924 jej przewodniczącym, którym był do końca życia. W RSzM poświęcił się trosce o zdrowie uczniów rozpowszechniając naukę na powietrzu. Ponadto walczył z problemem alkoholizmu, a także zajmował się kwestiami odżywiania uczniów i czystości w szkołach.
Jego żoną była Karolina Wagner (ur. 1887). Mieli trzy córki: Marię (ur. 1912), Jadwigę (ur. 1916) i Wandę (ur. 1918).
Zmarł 5 lutego 1937 w Łodzi. Pochowany na Starym Cmentarzu przy ul. Ogrodowej przy głównej alei części katolickiej.

## Ordery i odznaczenia
- Krzyż Kawalerski Orderu Odrodzenia Polski
- Złoty Krzyż Zasługi (10 grudnia 1927)[5][2]

## Upamiętnienie
Na osiedlu Górna w Łodzi jednej z ulic nadano nazwę Stanisława Skalskiego (dawn. ul. Żółta). Pierwotnie ul. S. Skalskiego znajdowała się na osiedlu Mania, pomiędzy ul. Mania a ul. Srebrzyńską, lecz ulicę rozebrano w latach 60. XX w. ze względu na zmiany zagospodarowania terenu.

## Publikacje
- Alkoholizm i sprawa robotnicza (1910)[7]
- Ospa w Łodzi w r. 1912 (1913)[8]